# Singapur en los Juegos Paralímpicos de Barcelona 1992
Singapur estuvo representado en los Juegos Paralímpicos de Barcelona 1992 por cuatro deportistas, tres hombres y una mujer. El equipo paralímpico singapurense no obtuvo ninguna medalla en estos Juegos.